# Világítóudvar

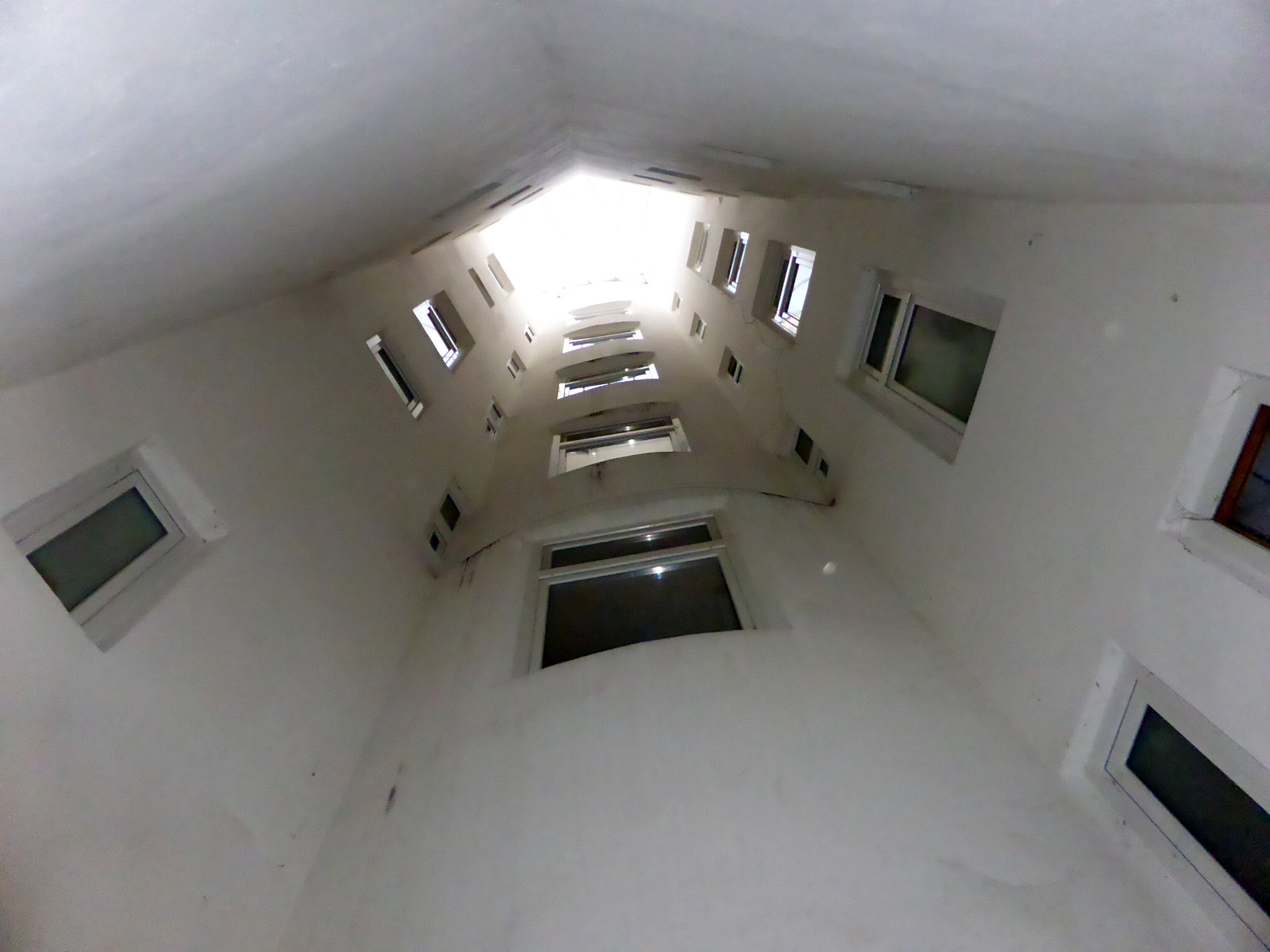
Világítóudvar Hamburgban, a Wikipédia helyi irodájában

A világítóudvar vagy lichthof egyfajta belső udvar, ami többlakásos bérházaknál, tömbházaknál (a belsejükben vagy oldalt a tűzfalakon) fordul elő gyakran, legtöbbször a földszinttől a tetőig húzódik végig.
Célja lehet egyfelől a szellőzés biztosítása (pl. a konyha, fürdőszoba, valamint a mellékhelyiség ablakai sok esetben ide nyílnak), ez esetben néha nem több egy függőleges, szűk, 1-2 méter szélességű udvarnál vagy aknánál az épület belsejében. Másrészt szolgálhatja a környező helyiségek természetes fényellátását is (ezért is „világító”), ilyenkor általában nagyobbra méretezik. Utóbbi esetben az is előfordul, hogy üvegtetővel fedik be, de ugyanígy lehet nyitott is.